# Гімн Самоа
"Прапор свободи" ("The Banner of Freedom") - національний гімн Самоа. Слова, що прославляють державний прапор і музику до них написав Сауні Ііга Куреса. «Прапор свободи» був прийнятий в якості національного гімну Самоа після отримання незалежності від  Нової Зеландії в 1962 році. 